# Stadtwerke Emden
Die Stadtwerke Emden GmbH sind das regionale Energieversorgungsunternehmen in der ostfriesischen Stadt Emden in Niedersachsen. Sie versorgen die Stadt Emden mit Gas, Wasser, Strom und betreiben das Parkhaus sowie den Stadtverkehr in Emden.
Die Einwohner der Stadt Emden werden seit dem Jahr 1861 mit Gas, seit 1897 mit Wasser und seit dem Ende des 19. Jahrhunderts mit Strom versorgt. Die Stadtwerke Emden in ihrer heutigen Form wurden 1963 gegründet.

## Zahlen und Fakten zur Gasversorgung
Die Gaswerke versorgen seit dem 10. Oktober 1861 die Stadt Emden mit Gas. Gründung der Stadtwerke Emden GmbH im Jahre 1963.
Physikalische Kenngrößen Gas:
- Brennwert: 9,74 kWh/m³
- Wobbeindex: 12,13 kWh/m³
- Relative Dichte: 0,64

Zusammensetzung des Gases:
- Stickstoff: 14,2 %
- Methan: 81,3 %
- Ethan: 2,8 %

## Öffentlicher Personennahverkehr
Die Stadtwerke Emden GmbH betreiben den Stadtbusverkehr mit derzeit 15 Linien (werktags 6 – 19 Uhr; Samstag 7 – 15 Uhr) und 5 Rufbuslinien (werktags 19 – 22 Uhr (freitags bis 24 Uhr); Samstag 15 – 24 Uhr; Sonntag 9 – 22 Uhr).

### Linienübersicht
Folgende Linien werden angeboten:
- Linie 1: Conrebbersweg –  Hauptbahnhof
- Linie 11: Harsweg – Hauptbahnhof
- Linie 2: Früchteburg – Hauptbahnhof
- Linie 3: Barenburg – Hauptbahnhof
- Linie 4: Uphusen – Wolthusen – Hauptbahnhof
- Linie 5: Hauptbahnhof – Herrentor – Hauptbahnhof
- Linie 6: Borssum – Hauptbahnhof
- Linie 16: Petkum – Borssum – Hauptbahnhof
- Linie 7: Hauptbahnhof – Transvaal – Hauptbahnhof
- Linie 17: Seeschleuse – Transvaal – Hauptbahnhof
- Linie 8: VW Werk – Constantia  – Hauptbahnhof
- Linie 9: Constantia West – Hauptbahnhof
- Linie 19: Twixlum – Larrelt – Hauptbahnhof
- Linie 29: Wybelsum – Larrelt – Hauptbahnhof (Schülerverkehr)

## Beteiligungen und Tochterunternehmen
- Flugplatz Emden GmbH
- Stadtverkehr Emden GmbH
- Emden Digital GmbH
- Emder Energie GmbH